# Стрелица (Косовска Каменица)
Стрелица (алб. Strelicë) је насеље у општини Косовска Каменица, Косово и Метохија, Република Србија.

## Становништво
| Демографија | Демографија | Демографија |
| Година      | Становника  | Становника  |
| ----------- | ----------- | ----------- |
| 1948.       | 188         |             |
| 1953.       | 217         |             |
| 1961.       | 232         |             |
| 1971.       | 223         |             |
| 1981.       | 207         |             |
| 1991.       | 198         |             |